# حقیقت در مورد نانجینگ
حقیقت در مورد نانجینگ (به ژاپنی: 南京の真実, Nankin no shinjitsu)، یک فیلم ساخته شده در سال ۲۰۰۷ توسط میزوشیما ساتورو، فیلمساز ملی‌گرای ژاپنی دربارهٔ کشتار نانجینگ سال ۱۹۳۷ است.
این فیلم توسط شخصیت‌های ملی‌گرای ژاپنی از جمله فرماندار توکیو، شینتارو ایشیهارا پشتیبانی می‌شد و هدف آن افشای آنچه فیلمسازان جنبه تبلیغی کشتار نانجینگ می‌دیدند، بود. کمتر از یک ماه قبل از هفتادمین سالگرد کشتار نانجینگ، کارگردان در مصاحبه ای گفت که جنایتکاران جنگی ژاپنی شهیدهایی بودند که به مانند عیسی مسیح که برای جبران گناهان جهان به صلیب میخ شد، آنها نیز با حمل تمام قطعات خوب و بد ژاپن قدیم درگذشتند. وی برخلاف اتفاق نظر علمی، ادعا کرد که قتل‌عام نانجینگ چارچوبی با انگیزه سیاسی توسط چین و شاهدان عینی متعدد غربی است که گفته‌های آنها اساس درک تاریخی قتل‌عام نانجینگ است. طبق گفته سازندگان فیلم، این گزارش‌ها فعالیت‌های جاسوسی بوده‌است.